# Sorbitan
Sorbitan (kurz für Sorbitanhydrid, auch Anhydrosorbit) ist ein Gemisch mehrerer isomerer chemischer Verbindungen aus der Gruppe der Heterocyclen und Polyole. Das Stoffgemisch entsteht bei der Abspaltung eines Moleküls Wasser aus Sorbit (in der englischsprachigen Literatur Sorbitol genannt) und besteht überwiegend aus 1,4-D-Sorbitanhydrid – einem fünfgliedrigen cyclischen (‚furanoiden‘) Ether – neben dem isomeren furanoiden 2,5-Anhydrosorbit und dem isomeren pyranoiden 1,5-Anhydrosorbit. Die Abspaltung eines weiteren Moleküls Wasser führt zum Isosorbid (1,4:3,6-Dianhydro-D-sorbitol).

## Gewinnung und Darstellung
Sorbitan entsteht durch monomolekulare Dehydratisierung aus D-Sorbitol zusammen mit anderen isomeren Anhydrozuckern der Sorbitol-, Mannitol- und Iditolreihe. Die Wasserabspaltung erfolgt ab ca. 120 °C unter Säurekatalyse durch Mineralsäuren, saure Ionenaustauscher  oder trägergestützten Heteropolysäuren bei Normaldruck, unter Vakuum oder auch in überkritischem Wasser. Bei milden Reaktionsbedingungen wird bevorzugt das 1,4-Anhydrid gebildet. Unter harscheren Reaktionsbedingungen kommt es unter dimolekularer Dehydratisierung zur Bildung von Isosorbid bzw. durch intermolekulare Wasserabspaltung zur Bildung von Oligomeren und Polymeren.
Meist wird das entstehende Sorbitangemisch nicht isoliert oder gar in die einzelnen Anhydrozucker aufgetrennt, sondern direkt zu Isosorbid oder Sorbitanestern weiterverarbeitet.

## Eigenschaften
1,4-Sorbitan wird in der Literatur nach Entfärbung und Umkristallisation aus Isopropanol als (farbloser) Feststoff mit Schmelzpunkt 111–112 °C beschrieben. In technischen Synthesen fällt das Isomerengemisch als dunkel gefärbtes Öl an. Sorbitan löst sich in Wasser und niedrigen Alkoholen.

## Verwendung
1,4-Sorbitan dient als Ausgangsstoff für Isosorbid und für Sorbitanfettsäureester, die zu den lipophilen nicht-ionischen Tensiden gehören. Wegen ihrer hohen Grenzflächenaktivität finden Sorbitanfettsäureester (unter dem Handelsnamen Span) Verwendungen als bioabbaubare Emulgatoren, Lösungsvermittler und Stabilisatoren in kosmetischen und pharmazeutischen Zubereitungen als ungiftige Formulierungshilfsmittel in einer Vielzahl von Anwendungen von Beschichtungen bis zu Reinigungs-, Pflanzenschutz- und Lebensmitteln, sowie als temperatur- und UV-stabile Weichmacher für PVC.
Durch Umsetzung mit Ethylenoxid entstehen aus den Spans die entsprechenden ethoxylierten Sorbitanfettsäureester, die unter dem Handelsnamen Tween eine Klasse hydrophiler nicht-ionischer Emulgatoren bilden.